# PC-9
„Пилатус PC-9“ (на английски: Pilatus PC-9) е двуместен, едномоторен турбовитлов учебен самолет, произвеждан от швейцарската компания „Пилатус Еъркрафт“.
Представлява подобрена разновидност на PC-7, макар да има много малка структурна сходност с него. Има разлика и в кабината на РС-9, която е по-голяма и с малко по-различна конфигурация.
Освен като учебен РС-9 може да се използва и в качеството на лек щурмовик с максимален товар от 1000 килограма въоръжение.
Към 2009 се използва от военновъздушните сили на Австралия (67), България (6), Германия (10), Ирландия (8), Мексико (2), Мианмар (10), Оман (12), Саудитска Арабия (50), Словения (11), Тайланд (23), Чад (1) и Швейцария (14). Великобритания и САЩ също са го използвали в малки бройки за тестове.